# Olympische Sommerspiele 1912/Leichtathletik – Fünfkampf (Männer)

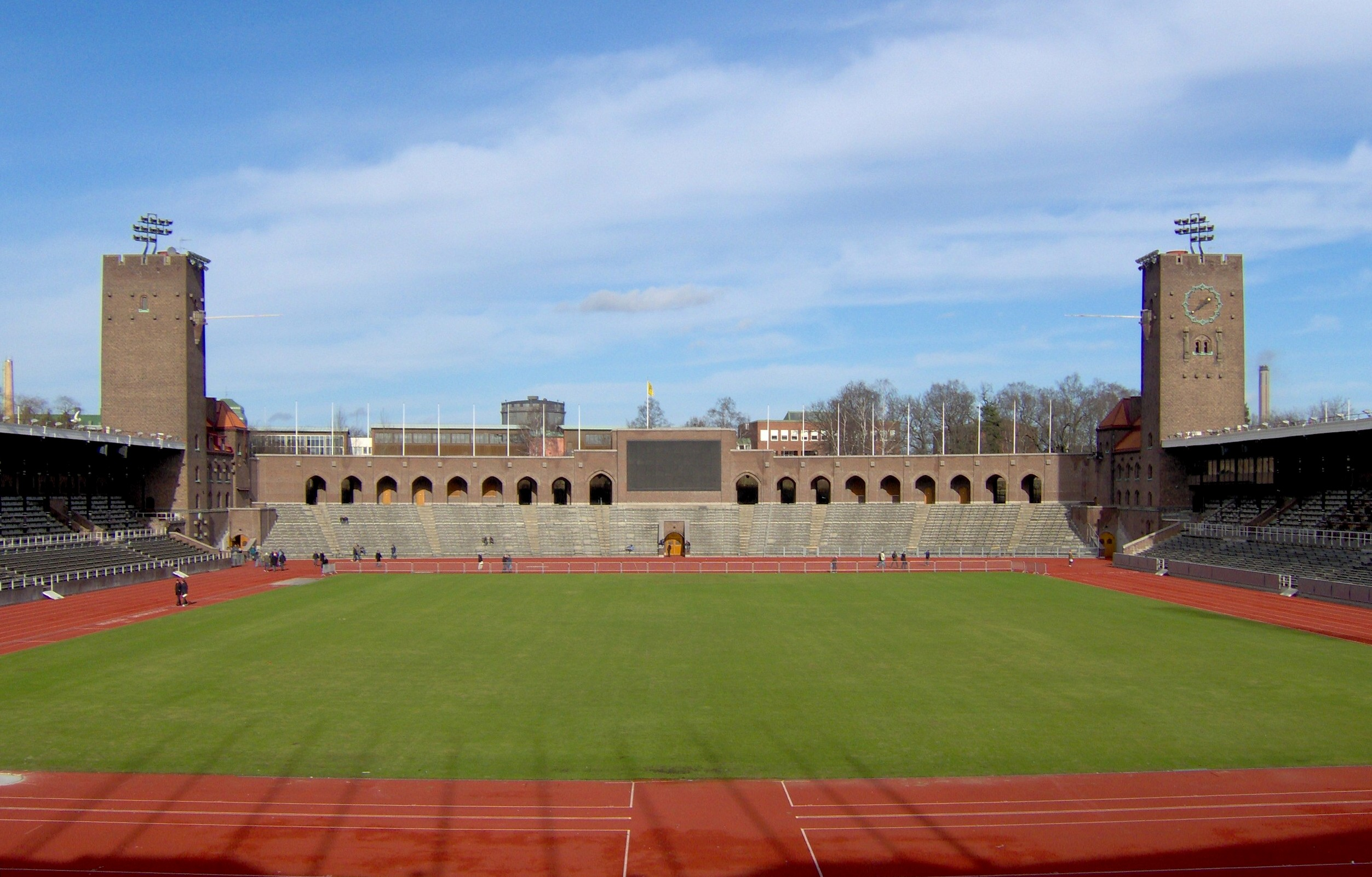
Das Stockholmer Olympiastadion

Der Fünfkampf der Männer bei den Olympischen Spielen 1912 in Stockholm wurde am 7. Juli 1912 im Stockholmer Olympiastadion ausgetragen. 26 Athleten nahmen daran teil. Diese Disziplin wurde das erste Mal bei Olympischen Spielen ausgetragen. Bei den beiden folgenden Olympischen Spielen in den Jahren 1920 und 1924 stand der Wettbewerb jeweils wieder auf dem Programm und wurde anschließend als olympische Disziplin gestrichen.
Bei der olympischen Premiere des Fünfkampfes wurde der US-Amerikaner Jim Thorpe Olympiasieger. Sein Sieg wurde ihm 1913 aberkannt, 1982 jedoch wieder zuerkannt – siehe folgender Abschnitt. So gab es von da an zwei Olympiasieger, Jim Thorpe und den Norweger Ferdinand Bie. Silber ging an den US-Amerikaner James Donahue, Bronze an den Kanadier Frank Lukeman. Am 15. Juli 2022 wurde Jim Thorpe vom Internationalen Olympischen Komitee zum alleinigen Goldmedaillengewinner erklärt.
Rekorde wurden in dieser Konkurrenz nicht geführt. Die Wertung über die Platzziffer, die auch bei den noch beiden folgenden Austragungen zur Anwendung kam, machte die Führung von Rekorden und Bestenlisten unmöglich.

## Der Fall Jim Thorpe
Der US-Mehrkämpfer Jim Thorpe hatte den Fünfkampf klar vor dem Norweger Bie gewonnen. 1913 wurde bekannt, dass Thorpe vor den Spielen von Stockholm als Halbprofi Baseball gespielt und somit gegen die Amateurregeln der Olympischen Spiele verstoßen hatte. Vom IOC wurde ihm die Goldmedaille aberkannt. Alle in der Rangliste folgenden Sportler rückten um einen Platz vor.
Am 13. Oktober 1982 fällte das IOC den Beschluss, Jim Thorpe zu rehabilitieren und erklärte ihn zum gemeinsamen Olympiasieger mit Ferdinand Bie. Am 18. Januar 1983 überreichte IOC-Präsident Juan Antonio Samaranch den Kindern des 1953 verstorbenen Sportlers Nachbildungen der Goldmedaillen von 1912 (für die Siege im Fünf- und Zehnkampf). Am 15. Juli 2022 wurde Thorpe zum alleinigen Goldmedaillengewinner erklärt.

## Durchführung des Wettbewerbs
Die 26 Athleten starteten zunächst in drei Wettkämpfen: Weitsprung, Speerwurf und 200-Meter-Lauf. Die Platzierung ergab sich aus der Addition der erreichten Plätze, eine Platzzifferwertung also. Die auf den ersten zwölf Plätzen liegenden Starter qualifizierten sich für die vierte Disziplin, den Diskuswurf. Die letzte Disziplin, den abschließenden 1500-Meter-Lauf, durften dann nach Reglement nur noch die besten sechs Athleten bestreiten. Nach der vierten Disziplin belegten zwei Athleten gleichauf diesen sechsten Platz. Sie durften beide anschließend am letzten Wettbewerb teilnehmen, sodass es sieben 1500-Meter-Läufer gab.

## Teilnehmer
26 Athleten aus vierzehn Ländern nahmen an dem olympischen Wettkampf teil:
| Name            | Nation             |
| --------------- | ------------------ |
| Géo André       | Frankreich         |
| Otto Bäurle     | Deutsches Reich    |
| Ferdinand Bie   | Norwegen           |
| Avery Brundage  | Vereinigte Staaten |
| James Donahue   | Vereinigte Staaten |
| John Eller      | Vereinigte Staaten |
| Hugo Ericson    | Schweden           |
| Pierre Failliot | Frankreich         |
| Nils Fjästad    | Schweden           |
| Karl von Halt   | Deutsches Reich    |
| Gösta Holmér    | Schweden           |
| Gustav Krojer   | Österreich         |
| Erik Kugelberg  | Schweden           |
| Emil Kukko      | Finnland           |
| Oscar Lemming   | Schweden           |
| Inge Lindholm   | Schweden           |
| Charles Lomberg | Schweden           |
| Frank Lukeman   | Kanada             |
| Austin Menaul   | Vereinigte Staaten |
| Mığır Mığıryan  | Osmanisches Reich  |
| Einar Nilsson   | Schweden           |
| Alfredo Pagani  | Italien            |
| Jim Thorpe      | Vereinigte Staaten |
| Julius Wagner   | Schweiz            |
| Josef Waitzer   | Deutsches Reich    |
| Hugo Wieslander | Schweden           |

## Ergebnisse in den Einzeldisziplinen

### Weitsprung
| Platz | Name                          | Nation             | Weite  | Punkte |
| ----- | ----------------------------- | ------------------ | ------ | ------ |
| 01    | Jim Thorpe                    | Vereinigte Staaten | 7,07 m | 1      |
| 02    | Ferdinand Bie                 | Norwegen           | 6,85 m | 2      |
| 03    | James Donahue                 | Vereinigte Staaten | 6,83 m | 3      |
| 04    | Avery Brundage                | Vereinigte Staaten | 6,58 m | 4      |
| 05    | Oscar Lemming                 | Schweden           | 6,55 m | 5      |
| 06    | Charles Lomberg               | Schweden           | 6,53 m | 6      |
| 07    | Otto Bäurle                   | Deutsches Reich    | 6,52 m | 7      |
| 08    | Erik Kugelberg                | Schweden           | 6,45 m | 8      |
| 08    | Frank Lukeman                 | Kanada             | 6,45 m | 8      |
| 10    | Nils Fjästad                  | Schweden           | 6,43 m | 10     |
| 11    | Austin Menaul                 | Vereinigte Staaten | 6,40 m | 11     |
| 12    | Inge Lindholm                 | Schweden           | 6,32 m | 12     |
| 13    | Pierre Failliot               | Frankreich         | 6,29 m | 13     |
| 14    | Hugo Wieslander               | Schweden           | 6,27 m | 14     |
| 15    | Einar Nilsson                 | Schweden           | 6,23 m | 15     |
| 16    | Julius Wagner                 | Schweiz            | 6,22 m | 16     |
| 17    | Emil Kukko                    | Finnland           | 6,19 m | 17     |
| 18    | John Eller                    | Vereinigte Staaten | 6,17 m | 18     |
| 19    | Gustav Krojer                 | Österreich         | 6,10 m | 19     |
| 20    | Gösta Holmér                  | Schweden           | 6,02 m | 20     |
| 21    | Géo André                     | Frankreich         | 5,98 m | 21     |
| 22    | Karl von Halt / Josef Waitzer | Deutsches Reich    | k. A.  | 22     |
| 23    | Alfredo Pagani                | Italien            | 5,86 m | 23     |
| 24    | Karl von Halt / Josef Waitzer | Deutsches Reich    | k. A.  | 24     |
| 25    | Mığır Mığıryan                | Osmanisches Reich  | 5,59 m | 25     |
| 26    | Hugo Ericson                  | Schweden           | 5,58 m | 26     |

| Platz | Name                          | Nation             | Punkte |
| ----- | ----------------------------- | ------------------ | ------ |
| 01    | Jim Thorpe                    | Vereinigte Staaten | 1      |
| 02    | Ferdinand Bie                 | Norwegen           | 2      |
| 03    | James Donahue                 | Vereinigte Staaten | 3      |
| 04    | Avery Brundage                | Vereinigte Staaten | 4      |
| 05    | Oscar Lemming                 | Schweden           | 5      |
| 06    | Charles Lomberg               | Schweden           | 6      |
| 07    | Otto Bäurle                   | Deutsches Reich    | 7      |
| 08    | Erik Kugelberg                | Schweden           | 8      |
| 08    | Frank Lukeman                 | Kanada             | 8      |
| 10    | Nils Fjästad                  | Schweden           | 10     |
| 11    | Austin Menaul                 | Vereinigte Staaten | 11     |
| 12    | Inge Lindholm                 | Schweden           | 12     |
| 13    | Pierre Failliot               | Frankreich         | 13     |
| 14    | Hugo Wieslander               | Schweden           | 14     |
| 15    | Einar Nilsson                 | Schweden           | 15     |
| 16    | Julius Wagner                 | Schweiz            | 16     |
| 17    | Emil Kukko                    | Finnland           | 17     |
| 18    | John Eller                    | Vereinigte Staaten | 18     |
| 19    | Gustav Krojer                 | Österreich         | 19     |
| 20    | Gösta Holmér                  | Schweden           | 20     |
| 21    | Géo André                     | Frankreich         | 21     |
| 22    | Karl von Halt / Josef Waitzer | Deutsches Reich    | 22     |
| 23    | Alfredo Pagani                | Italien            | 23     |
| 24    | Karl von Halt / Josef Waitzer | Deutsches Reich    | 24     |
| 25    | Mığır Mığıryan                | Osmanisches Reich  | 25     |
| 26    | Hugo Ericson                  | Schweden           | 26     |

Die Weiten und die Platzierungen der beiden Deutschen Karl von Halt und Josef Waitzer sind nicht bekannt.

### Speerwurf
| Platz | Name            | Nation             | Weite   | Punkte |
| ----- | --------------- | ------------------ | ------- | ------ |
| 01    | Hugo Wieslander | Schweden           | 49,56 m | 1      |
| 02    | Oscar Lemming   | Schweden           | 49,51 m | 2      |
| 03    | Jim Thorpe      | Vereinigte Staaten | 46,71 m | 3      |
| 04    | Ferdinand Bie   | Norwegen           | 46,45 m | 4      |
| 05    | Gösta Holmér    | Schweden           | 45,46 m | 5      |
| 06    | Emil Kukko      | Finnland           | 44,43 m | 6      |
| 07    | Hugo Ericson    | Schweden           | 43,74 m | 7      |
| 08    | Einar Nilsson   | Schweden           | 43,67 m | 8      |
| 09    | Avery Brundage  | Vereinigte Staaten | 42,85 m | 9      |
| 10    | Karl von Halt   | Deutsches Reich    | 42,75 m | 10     |
| 11    | Erik Kugelberg  | Schweden           | 42,02 m | 11     |
| 12    | Inge Lindholm   | Schweden           | 41,94 m | 12     |
| 13    | Julius Wagner   | Schweiz            | 41,31 m | 13     |
| 14    | Nils Fjästad    | Schweden           | 40,15 m | 14     |
| 15    | Gustav Krojer   | Österreich         | 39,89 m | 15     |
| 16    | James Donahue   | Vereinigte Staaten | 38,28 m | 16     |
| 17    | Charles Lomberg | Schweden           | 37,15 m | 17     |
| 18    | Mığır Mığıryan  | Osmanisches Reich  | 36,87 m | 18     |
| 19    | Frank Lukeman   | Kanada             | 36,02 m | 19     |
| 20    | Austin Menaul   | Vereinigte Staaten | 35,85 m | 20     |
| 21    | Géo André       | Frankreich         | 34,83 m | 21     |
| 22    | Otto Bäurle     | Deutsches Reich    | 34,29 m | 22     |
| 23    | Alfredo Pagani  | Italien            | 34,23 m | 23     |
| 24    | Pierre Failliot | Frankreich         | 33,46 m | 24     |
| 25    | John Eller      | Vereinigte Staaten | 33,36 m | 25     |
| 26    | Josef Waitzer   | Deutsches Reich    | k. A.   | 26     |

| Platz | Name            | Nation             | Punkte |
| ----- | --------------- | ------------------ | ------ |
| 01    | Jim Thorpe      | Vereinigte Staaten | 4      |
| 02    | Ferdinand Bie   | Norwegen           | 6      |
| 03    | Oscar Lemming   | Schweden           | 7      |
| 04    | Avery Brundage  | Vereinigte Staaten | 13     |
| 05    | Hugo Wieslander | Schweden           | 15     |
| 06    | James Donahue   | Vereinigte Staaten | 19     |
| 06    | Erik Kugelberg  | Schweden           | 19     |
| 08    | Emil Kukko      | Finnland           | 23     |
| 08    | Charles Lomberg | Schweden           | 23     |
| 08    | Einar Nilsson   | Schweden           | 23     |
| 11    | Nils Fjästad    | Schweden           | 24     |
| 11    | Inge Lindholm   | Schweden           | 24     |
| 13    | Gösta Holmér    | Schweden           | 25     |
| 14    | Frank Lukeman   | Kanada             | 27     |
| 15    | Otto Bäurle     | Deutsches Reich    | 29     |
| 15    | Julius Wagner   | Schweiz            | 29     |
| 17    | Austin Menaul   | Vereinigte Staaten | 31     |
| 18/19 | Hugo Ericson    | Schweden           | 33     |
| 18/20 | Karl von Halt   | Deutsches Reich    | 32/34  |
| 20    | Gustav Krojer   | Österreich         | 34     |
| 21    | Pierre Failliot | Frankreich         | 37     |
| 22    | Géo André       | Frankreich         | 42     |
| 23    | John Eller      | Vereinigte Staaten | 43     |
| 23    | Mığır Mığıryan  | Osmanisches Reich  | 43     |
| 25    | Alfredo Pagani  | Italien            | 46     |
| 26    | Josef Waitzer   | Deutsches Reich    | 48/50  |

Die Weite von Josef Waitzer ist nicht bekannt. Es ist nur bekannt, dass er Letzter wurde.

### 200 Meter
Die besten zwölf Athleten konnten im vierten Durchgang starten, die anderen schieden aus. Das Klassement der verbliebenen zwölf Fünfkämpfer wurde neu berechnet, alle Positionen der ausgeschiedenen Teilnehmer wurden gelöscht, die verbliebenen Starter rückten in den Punkteplätzen nach.
Anmerkung: Die für den vierten Wettbewerb qualifizierten Starter sind im Klassement blau unterlegt.
| Platz | Name            | Nation             | Zeit   | Punkte |
| ----- | --------------- | ------------------ | ------ | ------ |
| 01    | Jim Thorpe      | Vereinigte Staaten | 22,9 s | 1      |
| 02    | James Donahue   | Vereinigte Staaten | 23,0 s | 2      |
| 02    | Austin Menaul   | Vereinigte Staaten | 23,0 s | 2      |
| 04    | John Eller      | Vereinigte Staaten | 23,1 s | 4      |
| 05    | Frank Lukeman   | Kanada             | 23,2 s | 5      |
| 05    | Pierre Failliot | Frankreich         | 23,2 s | 5      |
| 07    | Ferdinand Bie   | Norwegen           | 23,5 s | 7      |
| 07    | Inge Lindholm   | Schweden           | 23,5 s | 7      |
| 09    | Otto Bäurle     | Deutsches Reich    | 23,6 s | 9      |
| 09    | Nils Fjästad    | Schweden           | 23,6 s | 9      |
| 11    | Hugo Ericson    | Schweden           | 24,0 s | 11     |
| 11    | Gösta Holmér    | Schweden           | 24,0 s | 11     |
| 11    | Emil Kukko      | Finnland           | 24,0 s | 11     |
| 14    | Hugo Wieslander | Schweden           | 24,1 s | 14     |
| 15    | Avery Brundage  | Vereinigte Staaten | 24,2 s | 15     |
| 16    | Einar Nilsson   | Schweden           | 24,3 s | 16     |
| 17    | Charles Lomberg | Schweden           | 24,4 s | 17     |
| 18    | Géo André       | Frankreich         | 24,6 s | 18     |
| 18    | Oscar Lemming   | Schweden           | 24,6 s | 18     |
| 20    | Gustav Krojer   | Österreich         | 24,7 s | 20     |
| 21    | Erik Kugelberg  | Schweden           | 24,9 s | 21     |
| 22    | Alfredo Pagani  | Italien            | 25,2 s | 22     |
| 23    | Julius Wagner   | Schweiz            | 25,3 s | 23     |
| 24    | Mığır Mığıryan  | Osmanisches Reich  | 26,4 s | 24     |
| –     | Karl von Halt   | Deutsches Reich    | DNF    | –      |
| –     | Josef Waitzer   | Deutsches Reich    | DNS    | –      |

| Platz | Name            | Nation             | Punkte |
| ----- | --------------- | ------------------ | ------ |
| 01    | Jim Thorpe      | Vereinigte Staaten | 5      |
| 02    | Ferdinand Bie   | Norwegen           | 13     |
| 03    | James Donahue   | Vereinigte Staaten | 21     |
| 04    | Oscar Lemming   | Schweden           | 25     |
| 05    | Avery Brundage  | Vereinigte Staaten | 28     |
| 06    | Hugo Wieslander | Schweden           | 29     |
| 07    | Inge Lindholm   | Schweden           | 31     |
| 08    | Frank Lukeman   | Kanada             | 32     |
| 09    | Nils Fjästad    | Schweden           | 33     |
| 09    | Austin Menaul   | Vereinigte Staaten | 33     |
| 11    | Emil Kukko      | Finnland           | 34     |
| 12    | Gösta Holmér    | Schweden           | 36     |
| 13    | Otto Bäurle     | Deutsches Reich    | 38     |
| 14    | Einar Nilsson   | Schweden           | 39     |
| 15    | Erik Kugelberg  | Schweden           | 40     |
| 15    | Charles Lomberg | Schweden           | 40     |
| 17    | Pierre Failliot | Frankreich         | 42     |
| 18    | Hugo Ericson    | Schweden           | 44     |
| 19    | John Eller      | Vereinigte Staaten | 47     |
| 20    | Julius Wagner   | Schweiz            | 52     |
| 21    | Gustav Krojer   | Österreich         | 54     |
| 22    | Géo André       | Frankreich         | 60     |
| 23    | Mığır Mığıryan  | Osmanisches Reich  | 67     |
| 23    | Alfredo Pagani  | Italien            | 67     |
| –     | Karl von Halt   | Deutsches Reich    | DNF    |
| –     | Josef Waitzer   | Deutsches Reich    | DNF    |

| Platz | Name            | Nation             | Punkte |
| ----- | --------------- | ------------------ | ------ |
| 01    | Jim Thorpe      | Vereinigte Staaten | 5      |
| 02    | Ferdinand Bie   | Norwegen           | 11     |
| 03    | James Donahue   | Vereinigte Staaten | 15     |
| 04    | Oscar Lemming   | Schweden           | 19     |
| 05    | Frank Lukeman   | Kanada             | 21     |
| 05    | Hugo Wieslander | Schweden           | 21     |
| 07    | Avery Brundage  | Vereinigte Staaten | 22     |
| 07    | Inge Lindholm   | Schweden           | 22     |
| 07    | Austin Menaul   | Vereinigte Staaten | 22     |
| 10    | Nils Fjästad    | Schweden           | 23     |
| 11    | Gösta Holmér    | Schweden           | 25     |
| 11    | Emil Kukko      | Finnland           | 25     |

### Diskuswurf
Anmerkung: Die für den fünften Wettbewerb qualifizierten Starter sind im Klassement blau unterlegt.
| Platz | Name            | Nation             | Weite   | Punkte |
| ----- | --------------- | ------------------ | ------- | ------ |
| 01    | Jim Thorpe      | Vereinigte Staaten | 35,57 m | 1      |
| 02    | Avery Brundage  | Vereinigte Staaten | 34,72 m | 2      |
| 03    | Frank Lukeman   | Kanada             | 33,76 m | 3      |
| 04    | Ferdinand Bie   | Norwegen           | 31,79 m | 4      |
| 05    | Gösta Holmér    | Schweden           | 31,78 m | 5      |
| 06    | Austin Menaul   | Vereinigte Staaten | 31,38 m | 6      |
| 07    | Hugo Wieslander | Schweden           | 30,74 m | 7      |
| 08    | Inge Lindholm   | Schweden           | 30,47 m | 8      |
| 09    | Nils Fjästad    | Schweden           | 30,43 m | 9      |
| 10    | Emil Kukko      | Finnland           | 29,97 m | 10     |
| 11    | James Donahue   | Vereinigte Staaten | 29,64 m | 11     |
| 12    | Oscar Lemming   | Schweden           | 27,64 m | 12     |

| Platz | Name            | Nation             | Punkte |
| ----- | --------------- | ------------------ | ------ |
| 01    | Jim Thorpe      | Vereinigte Staaten | 6      |
| 02    | Ferdinand Bie   | Norwegen           | 15     |
| 03    | Avery Brundage  | Vereinigte Staaten | 24     |
| 03    | Frank Lukeman   | Kanada             | 24     |
| 05    | James Donahue   | Vereinigte Staaten | 26     |
| 06    | Austin Menaul   | Vereinigte Staaten | 28     |
| 06    | Hugo Wieslander | Schweden           | 28     |
| 08    | Gösta Holmér    | Schweden           | 30     |
| 08    | Inge Lindholm   | Schweden           | 30     |
| 10    | Oscar Lemming   | Schweden           | 31     |
| 11    | Nils Fjästad    | Schweden           | 32     |
| 12    | Emil Kukko      | Finnland           | 35     |

### 1500 Meter
Klassement
| Platz | Name            | Nation             | Zeit       | Punkte |
| ----- | --------------- | ------------------ | ---------- | ------ |
| 1     | Jim Thorpe      | Vereinigte Staaten | 4:44,8 min | 1      |
| 2     | Austin Menaul   | Vereinigte Staaten | 4:49,6 min | 2      |
| 3     | James Donahue   | Vereinigte Staaten | 4:51,0 min | 3      |
| 4     | Hugo Wieslander | Schweden           | 4:53,1 min | 4      |
| 5     | Frank Lukeman   | Kanada             | 5:00,2 min | 5      |
| 6     | Ferdinand Bie   | Norwegen           | 5:07,8 min | 6      |
| –     | Avery Brundage  | Vereinigte Staaten | DNF        | 7      |

Eigentlich sollten nur sechs Athleten am 1500-Meter-Lauf teilnehmen. Jedoch belegten im Klassement nach dem vierten Wettbewerb zwei Starter, Austin Menaul und Hugo Wieslander, punktgleich den sechsten Platz. Beide nahmen am Finale teil.

## Endstand
Datum: 7. Juli 1912
| Platz | Name            | Nation             | Punkte | Anmerkung                          |
| ----- | --------------- | ------------------ | ------ | ---------------------------------- |
| 1     | Jim Thorpe      | Vereinigte Staaten | 7      |                                    |
| 2     | Ferdinand Bie   | Norwegen           | 21     |                                    |
| 2     | James Donahue   | Vereinigte Staaten | 29     | Punkte nach 10kampf-Tab.: 3475,865 |
| 3     | Frank Lukeman   | Kanada             | 29     | Punkte nach 10kampf-Tab.: 3396,975 |
| 4     | Austin Menaul   | Vereinigte Staaten | 30     |                                    |
| 5     | Avery Brundage  | Vereinigte Staaten | 31     |                                    |
| 6     | Hugo Wieslander | Schweden           | 32     |                                    |

Klar bester Fünfkämpfer war der US-Amerikaner Jim Thorpe, der vier der fünf Disziplinen gewann und im Speerwurf Dritter wurde. Sein Fall und die endgültige offizielle Wertung mit zwei Olympiasiegern ist weiter oben beschrieben.
Zwischen James Donahue und Frank Lukeman auf den Plätzen zwei und drei kam es zu einem Punktegleichstand. Um den Rangfolge zu ermitteln, wurde auf die erzielten Ergebnisse der beiden Athleten das damals gültige Zehnkampf-Punktesystem angewendet. Donahue kam dabei auf 3475,865 Punkte, Lukeman auf 3396,975.

## Bildergalerie

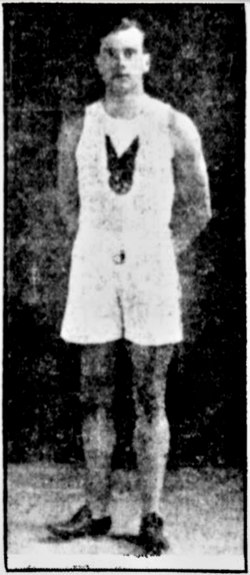
Bronzemedaillengewinner Frank Lukeman
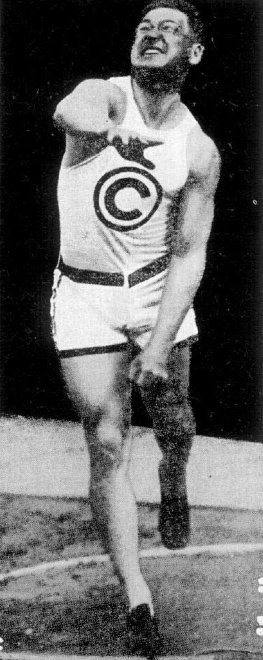
Avery Brundage, der spätere IOC-Präsident, kam auf den sechsten Platz
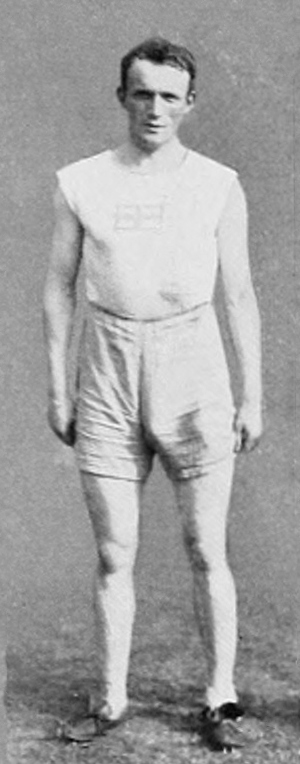
Hugo Wieslander, Sieger des Zehnkampfs, belegte Rang sieben
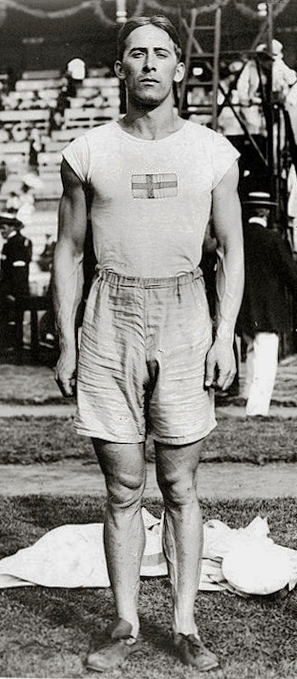
Charles Lomberg – ausgeschieden nach dem 200-Meter-Lauf, Gesamtrang fünfzehn
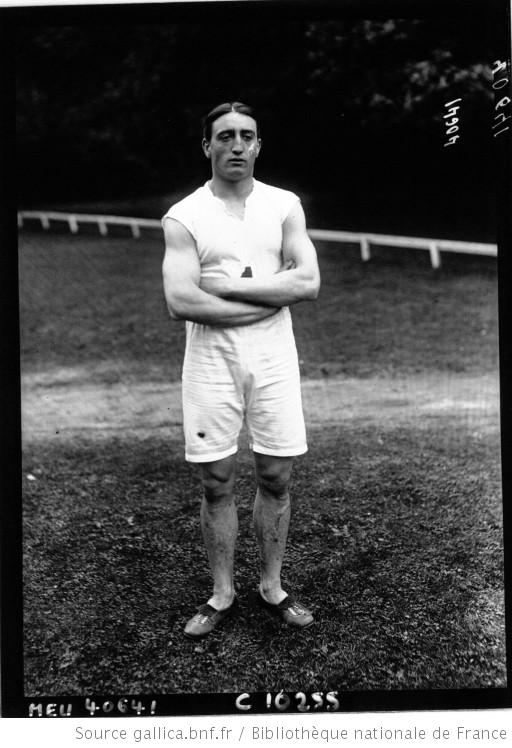
Pierre Failliot schied nach dem 200-Meter-Lauf als Siebzehnter aus
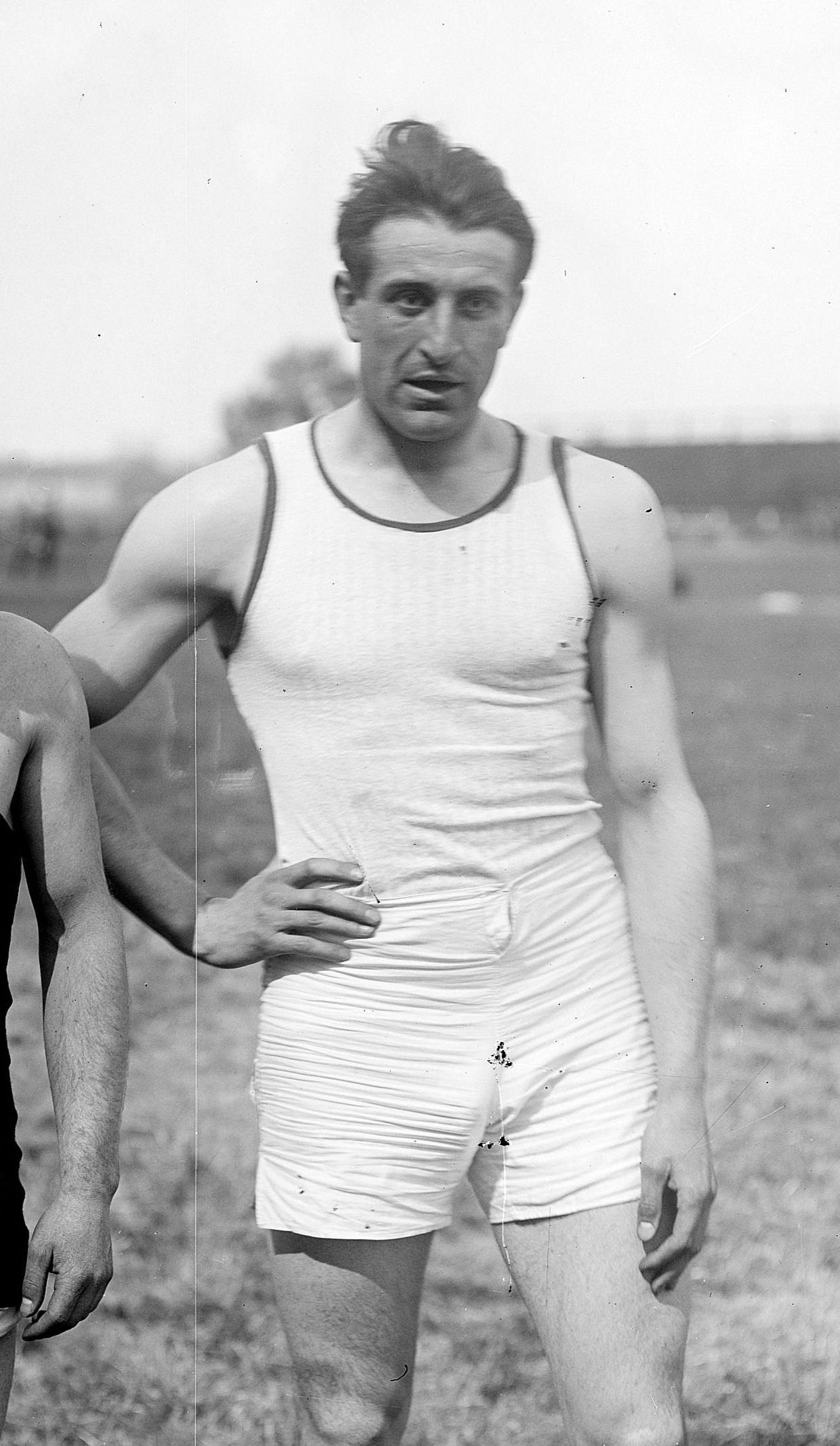
Géo André erreichte nach seinem Ausscheiden über 200 Meter Platz 22
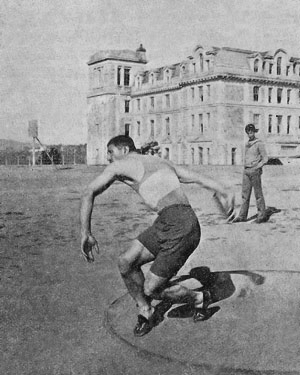
Mığır Mığıryan wurde 23., nachdem er über 200 Meter ausgeschieden war
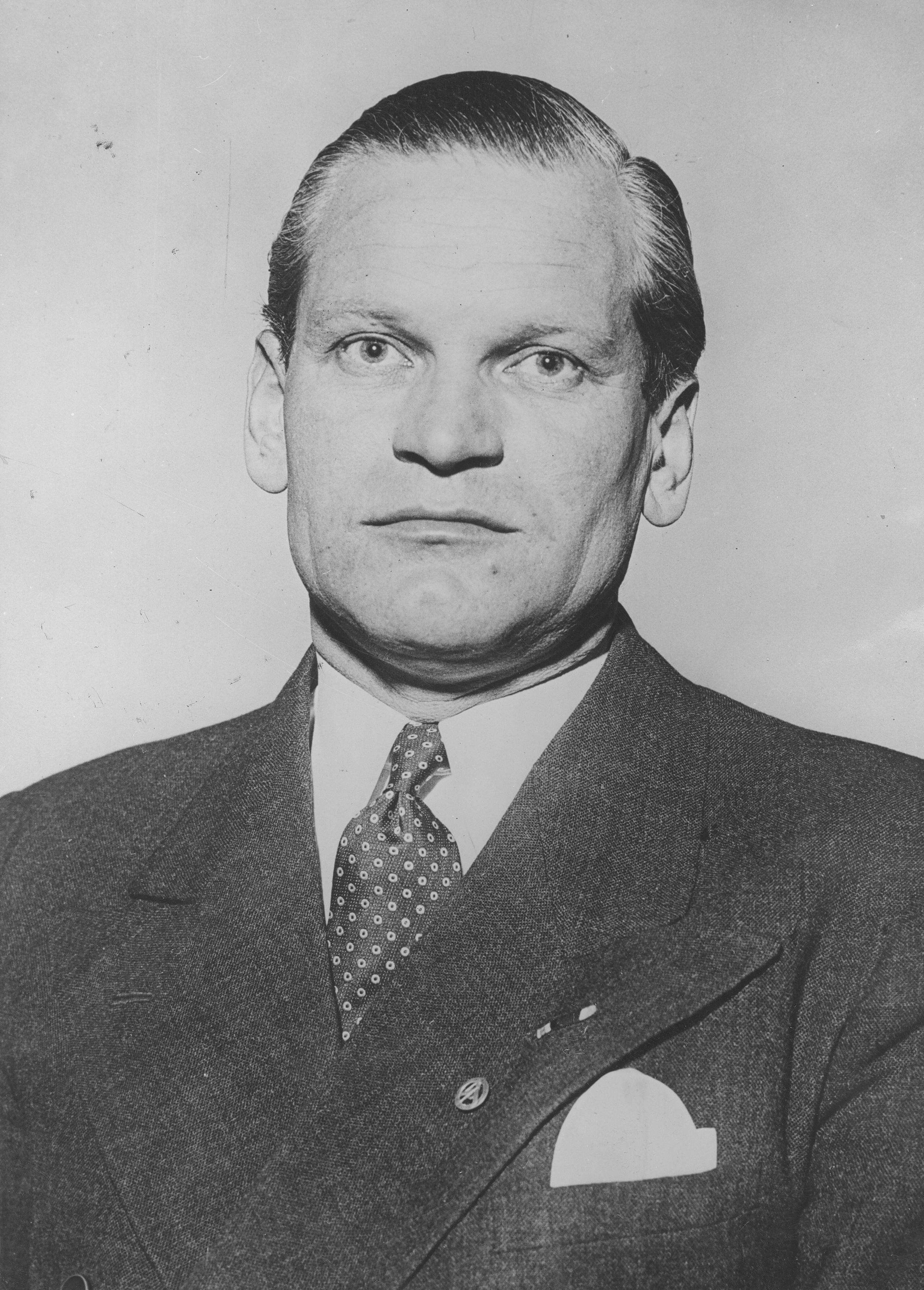
Karl Ritter von Halt – ausgeschieden nach dem 200-Meter-Lauf, im Gesamtklassement nicht in der Wertung

## Video
- 1912 Stockholm Olympic Games With Mens Pentathlon & Decathlon Winner USA Jim Thorpe imasportsphile auf YouTube, abgerufen am 18. Februar 2019.